# Bangladeschische Frauen-Cricket-Nationalmannschaft in Neuseeland in der Saison 2022/23
Die Tour der bangladeschischen Frauen-Cricket-Nationalmannschaft nach Neuseeland in der Saison 2022/23 fand vom 2. bis zum 17. Dezember 2022 statt. Die internationale Cricket-Tour war Bestandteil der Internationalen Cricket-Saison 2022/23 und umfasste drei WODIs und drei WTwenty20s. Die WODIs waren Teil der ICC Women’s Championship 2022–2025. Neuseeland gewann die ODI-Serie 1–0 und die Twenty20-Serie 3–0.

## Vorgeschichte
Neuseeland bestritt zuvor eine Tour in den West Indies, für Bangladesch war es die erste Tour der Saison. Es war das erste Aufeinandertreffen der beiden Teams bei einer Tour.

## Stadion
Das folgende Stadion wurde für die Austragung der Tour ausgewählt.
| Stadion                  | Stadt        | Kapazität | Spiele  |
| ------------------------ | ------------ | --------- | ------- |
| Hagley Oval              | Christchurch | 20.000    | 1. WT20 |
| University Oval          | Dunedin      | 6.000     | 2. WT20 |
| Seddon Park              | Hamilton     | 10.000    | 3. WODI |
| McLean Park              | Napier       | 22.500    | 2. WODI |
| Queenstown Events Centre | Queenstown   | 19.000    | 3. WT20 |
| Basin Reserve            | Wellington   | 11.000    | 1. WODI |

## Kaderlisten
Bangladesch benannte seine Kader am 12. November 2022. Neuseeland benannte seine Kader am 28. November 2022.
| WODI | WODI | WTwenty20 | WTwenty20 |
| Neuseeland | Bangladesch | Neuseeland | Bangladesch |
| --- | --- | --- | --- |
| - Sophie Devine (K) - Suzie Bates - Eden Carson - Lauren Down - Maddy Green (wk) - Brooke Halliday - Hayley Jensen - Fran Jonas - Amelia Kerr - Jess Kerr - Jess McFadyen (wk) - Molly Penfold - Georgia Plimmer - Hannah Rowe | - Nigar Sultana (K, wk) - Dilara Akter (wk) - Disha Biswas - Fahima Khatun - Fargana Hoque - Fariha Trisna - Jahanara Alam - Lata Mondal - Marufa Akter - Murshida Khatun - Nahida Akter - Rabeya Khan - Ritu Moni - Rumana Ahmed - Salma Khatun - Sanjida Akter Meghla - Sharmin Akhter | - Sophie Devine (K) - Suzie Bates - Rebecca Burns - Eden Carson - Lauren Down - Maddy Green (wk) - Brooke Halliday - Hayley Jensen - Fran Jonas - Amelia Kerr - Jess Kerr - Jess McFadyen (wk) - Georgia Plimmer - Lea Tahuhu | - Nigar Sultana (K, wk) - Dilara Akter (wk) - Disha Biswas - Fahima Khatun - Fargana Hoque - Fariha Trisna - Jahanara Alam - Lata Mondal - Marufa Akter - Murshida Khatun - Nahida Akter - Rabeya Khan - Ritu Moni - Rumana Ahmed - Salma Khatun - Sanjida Akter Meghla - Sharmin Akhter |

## Tour Matches
| 28. November Scorecard | Lincoln | Bangladesch 203 (50)                 | – | New Zealand XI 228-5 (50) |
|                        |         | New Zealand XI gewinnt mit 7 Wickets |   |                           |

| 30. November Scorecard | Lincoln | New Zealand XI 124-5 (20)         | – | Bangladesch 125-1 (18) |
|                        |         | Bangladesch gewinnt mit 7 Wickets |   |                        |

## Women’s Twenty20 Internationals

### Erstes WTwenty20 in Christchurch
| 2. Dezember Scorecard | Christchurch (HO) | Neuseeland 164-3 (20)           | – | Bangladesch 32 (14.5) |
|                       |                   | Neuseeland gewinnt mit 132 Runs |   |                       |

Neuseeland gewann den Münzwurf und entschied sich als Schlagmannschaft zu beginnen. Für Neuseeland bildeten die Eröffnungs-Batterinnen Sophie Devine und Suzie Bates eine erste Partnerschaft. Nachdem Bates nach 41 Runs ausgeschieden war, folgte ihr Amelia Kerr. Devine verlor nach 45 Runs ihr Wicket und wurde durch Maddy Green ersetzt. Kerr schied nach 27 Runs aus und an der Seite von Green konnte Lea Tahuhu das Innings ungeschlagen beenden. Gren erzielte dabei 36* Runs, Tahuhu 16* Runs. Die bangladeschischen Wickets erzielten Nahida Akter, Jahanara Alam und Ritu Moni. Für Bangladesch gelang es keiner Spielerin sich zu etablieren, Ritu Moni war mit 6 Runs die beste Schlagfrau des Teams. Beste neuseeländische Bowlerinnen waren Lea Tahuhu mit 4 Wickets für 6 Runs und Hayley Jensen mit 3 Wickets für 8 Runs. Als Spielerin des Spiels wurde Lea Tahuhu ausgezeichnet.

### Zweites WTwenty20 in Dunedin
| 4. Dezember Scorecard | Dunedin | Neuseeland 148-4 (20)          | – | Bangladesch 111-8 (20) |
|                       |         | Neuseeland gewinnt mit 37 Runs |   |                        |

Neuseeland gewann den Münzwurf und entschied sich als Schlagmannschaft zu beginnen. Die neuseeländischen Eröffnungs-Batterinnen Sophie Devine und Suzie Bates bildeten zusammen eine erste Partnerschaft. Devine schied nach 19 Runs aus und an der Seite von Bates erzielte Rebecca Burns 20 Runs. Nachdem Bates dann selbst nach 20 Runs ausschied, bildeten Amelia Kerr und Maddy Green eine Partnerschaft und erhöhten die Vorgabe auf 149 Runs. Kerr erzielte dabei 46* Runs und Green 37* Runs. Beste bangladeschische Bowlerin war Marufa Akter mit 2 Wickets für 22 Runs. Nachdem für Bangladesch die beiden Eröffnungs-Batterinnen früh ausschieden bildeten Sharmin Akhter und Nigar Sultana eine Partnerschaft. Akhter verlor nach 22 Runs ihr Wicket und wurde durch Fargana Hoque ersetzt. Sultana schied dann nach 31 Runs aus und Hoque nach 15. Den verbliebenen Batterinnen gelang es dann jedoch nicht die Vorgabe einzuholen. Beste neuseeländische Bowlerin war Hayley Jensen mit 2 Wickets für 12 Runs.

### Drittes WTwenty20 in Queenstown
| 7. Dezember Scorecard | Queenstown | Neuseeland 152-7 (20)          | – | Bangladesch 89-7 (20) |
|                       |            | Neuseeland gewinnt mit 63 Runs |   |                       |

Neuseeland gewann den Münzwurf und entschied sich als Schlagmannschaft zu beginnen. Zunächst konnte sich Eröffnungs-Batter Sophie Devine etablieren, die mit der fünften Batterin Amelia Kerr eine Partnerin fand. Devine schied nach 47 Runs aus und an der Seite von Kerr erzielte Maddy Green 11 und Lea Tahuhu 17 Runs. Kerr beendete das Innings dann ungeschlagen nach 48* Runs. Fünf bangladeschische Bowlerinnen erzielten jeweils 1 Wicket. Für Bangladesch konnte sich erst die fünfte Schlagfrau Rumana Ahmed etablieren. Sie fand mit Salma Khatun eine Partnerin, und nachdem Ahmed nach 25 Runs ausschied, erreichte an ihrer Seite Rabeya Khan 11 Runs. Khatun beendete das Innings ungeschlagen mit 23* Runs, was jedoch nicht für einen Sieg reichte. Beste neuseeländische Bowlerin war Lea Tahuhu mit 3 Wickets für 13 Runs.

## Women’s One-Day Internationals

### Erstes WODI in Wellington
| 11. Dezember Scorecard | Wellington (BR) | Bangladesch 180-8 (50)           | – | Neuseeland 181-2 (31) |
|                        |                 | Neuseeland gewinnt mit 8 Wickets |   |                       |

Bangladesch gewann den Münzwurf und entschied sich als Schlagmannschaft zu beginnen. Die Eröffnungs-Batterin Sharmin Akhter fand mit der vierten Schlagfrau Nigar Sultana eine Partnerin. Akhter schied nach 29 Runs aus und wurde durch Lata Mondal ersetzt, die 22 Runs erzielte. Nachdem Ritu Moni ins Spiel gekommen war, verlor Sultana nach einem Fifty über 73 Runs ihr Wicket. Moni schied dann im letzten Over nach 15 Runs aus und so wurde eine Vorgabe von 181 Runs aufgestellt. Beste neuseeländische Bowlerin war Jess Kerr mit 4 Wickets für 23 Runs. Für Neuseeland begannen Sophie Devine und Suzie Bates. Devine verlor nach 21 Runs sein Wicket und Bates konnte dann zusammen mit Maddy Green die Vorgabe nach 31 Overn einholen. Bates erreichte dabei ein Half-Century über 93* Runs und Green über 59* Runs. Beste bangladeschische Bowlerin war Jahanara Alam mit 2 Wickets für 32 Runs.

### Zweites WODI in Napier
| 14. Dezember Scorecard | Napier | Bangladesch 157-7 (44/44) | – | Neuseeland 14-1 (4.4/43) |
|                        |        | No Result                 |   |                          |

Bevor das Spiel starten konnte, musste es auf Grund von Regenfällen verspätet starten und wurde auf 44 Over je Seite verkürzt. Bangladesch gewann den Münzwurf und entschied sich als Schlagmannschaft zu beginnen. Für sie bildeten die Eröffnungs-Batterin Sharmin Akhter und die dritte Schlagfrau Fargana Hoque eine Partnerschaft. Akhter schied nach 16 Runs aus und wurde durch Nigar Sultana ersetzt. Hoque verlor nach 20 Runs ihr Wicket und an der Seite von Sultana etablierte sich Ritu Moni. Nachdem Sultana nach 19 Runs ausgeschieden war, bildete Moni eine Partnerschaft mit Fahima Khatun. Moni verlor nach 32 Runs und Khatun nach 25 Runs ihr Wicket und von den verbliebenen Batterinnen erreichte Nahida Akter 11* Runs. Beste neuseeländische Bowlerin war Fran Jonas mit 2 Wickets für 30 Runs. Nachdem nach einer kurzen Verspätung das neuseeländische Innings gestartet war, musste das Spiel im fünften Over wegen erneuten Regenfällen abgebrochen werden.

### Drittes WODI in Hamilton
| 18. Dezember Scorecard | Hamilton | Neuseeland 123-2 (26.5) | – | Bangladesch |
|                        |          | No Result               |   |             |

Bangladesch gewann den Münzwurf und entschied sich als Feldmannschaft zu beginnen. Neuseeland begann mit Sophie Devine und Suzie Bates. Devine schied nach 42 Runs aus und wurde durch Amelia Kerr ersetzt. Nachdem auch Bates nach einem Fifty über 51 Runs ausgeschieden war, musste kurz darauf das Spiel auf Grund von Regenfällen abgebrochen werden. Kerr hatte bis dahin 25* Runs erzielt. Die bangladeschischen Wickets wurden durch Ritu Moni und Salma Khatun erzielt.

## Auszeichnungen

### Player of the Series
Als Player of the Series wurden der folgende Spieler ausgezeichnet.
| Serie | Player of the Series |
| ----- | -------------------- |
| WODI  | Suzie Bates          |
| WT20  | Lea Tahuhu           |

### Player of the Match
Als Player of the Match wurden die folgenden Spielerinnen ausgezeichnet.
| Spiel   | Player of the Match |
| ------- | ------------------- |
| 1. WODI | –                   |
| 2. WODI | –                   |
| 3. WODI | –                   |
| 1. WT20 | Lea Tahuhu          |
| 2. WT20 | –                   |
| 3. WT20 | –                   |